# Ai Weiwei: Never Sorry
Ai Weiwei: Never Sorry (chinesisch: 艾未未：道歉你妹, Ài Wèiwèi: Dàoqiàn nǐ mèi; offizieller Titel in Taiwan 艾未未：草泥馬, Ài Wèiwèi: Cǎo ní mǎ) ist ein Dokumentarfilm der amerikanischen Filmemacherin Alison Klayman über den chinesischen Künstler und Aktivisten Ai Weiwei.

## Handlung
Kurz nach seiner Entlassung aus chinesischer Gefangenschaft im Frühling 2011 trifft Ai auf Klayman, und von diesem Zeitpunkt an folgt die Regisseurin dem Künstler. Er wird begleitet beim Aufbau seiner Ausstellung im Haus der Kunst in München und bei seiner 100-Millionen-Keramik-Porzellan-Ausstellung im Tate Modern, auch die Herstellung und der Beginn der Auftragsarbeit Sunflower Seeds wird beleuchtet. Unter anderem bekommt man auch zu sehen, wie er in Chengdu von der Polizei drangsaliert wird, sein Studio zerstört wird und wie er schließlich am Flughafen verhaftet wird. Nach der Freilassung wird es ihm für ein Jahr verboten, Interviews im Bezug auf seinen Gefängnisaufenthalt zu geben. Er besucht seinen Sohn, der aus einer unehelichen Beziehung stammt und ihn dem Vorwurf der Bigamie aussetzte; als Hauptgrund wurde Steuerhinterziehung von den Behörden angegeben. Für den Film wurden u. a. sein Bruder und seine Mutter über seinen ersten Galeristen in New York und über seine Frau interviewt.

## Hintergrund
Klayman traf Ai zum ersten Mal im Dezember 2008 in Peking, während sie in China lebte und TV- und Radio-Features produzierte. Sie arbeitete an einem Kurzfilm für ihre Show „New York Photographs 1983-1993“ im Pekinger „Three Shadows Photography Art Center“.

## Auszeichnungen
Klayman erhielt einen Jury-Spezialpreis beim Sundance Film Festival 2012 für Never Sorry. Der Film  eröffnete auch das Hot Docs Canadian International Documentary Festival 2012 in Toronto. 